# Kanton Antraigues-sur-Volane
Der Kanton Antraigues-sur-Volane war bis 2015 ein französischer Wahlkreis im Arrondissement Largentière, im Département Ardèche und in der Region Rhône-Alpes; sein Hauptort (frz.: chef-lieu) war Antraigues-sur-Volane. Per Verordnung des Präfekten vom 22. Februar 2007 wechselte der Kanton an 1. März 2007 vom Arrondissement Privas zum Arrondissement Largentière. Die landesweiten Änderungen in der Zusammensetzung der Kantone brachten im März 2015 schließlich seine Auflösung.
Der Kanton Antraigues-sur-Volane war 159,86 km² groß und hatte 2850 Einwohner (Stand 2012).

## Gemeinden
Der Kanton bestand aus elf Gemeinden:
| Gemeinde                | Einwohner (Stand: 2014) | Code postal | Code Insee |
| ----------------------- | ----------------------- | ----------- | ---------- |
| Aizac                   | 157                     | 07530       | 07003      |
| Antraigues-sur-Volane   | 543                     | 07530       | 07011      |
| Asperjoc                | 417                     | 07600       | 07016      |
| Genestelle              | 300                     | 07530       | 07093      |
| Juvinas                 | 171                     | 07600       | 07111      |
| Labastide-sur-Bésorgues | 258                     | 07600       | 07112      |
| Lachamp-Raphaël         | 80                      | 07530       | 07120      |
| Laviolle                | 115                     | 07530       | 07139      |
| Mézilhac                | 94                      | 07530       | 07158      |
| Saint-Andéol-de-Vals    | 541                     | 07600       | 07210      |
| Saint-Joseph-des-Bancs  | 200                     | 07530       | 07251      |